# Немци у Хрватској
Немци у Хрватској су грађани Хрватске немачке етничке припадности.

## Познати
- Павле Ритер Витезовић
- Људевит Гај
- Јосип Јурај Штросмајер
- Ватрослав Лисински
- Иван Зајц
- Аугуст Шеноа